# Muniz Sodré
Muniz Sodré de Araújo Cabral (São Gonçalo dos Campos, 12 de janeiro de 1942) é um sociólogo, jornalista, tradutor, professor universitário e Obá brasileiro.
Professor emérito da Escola de Comunicação (ECO) da Universidade Federal do Rio de Janeiro (UFRJ) e membro da Academia de Letras da Bahia, Sodré é colunista do jornal Folha de S.Paulo e considerado um dos maiores intelectuais brasileiros no campo da comunicação.
Foi presidente da Fundação Biblioteca Nacional de 2009 a 2011 e fundador do Programa de Pós-Graduação em Comunicação da ECO. Além disso, é Obá de Xangô no terreiro Axé Opô Afonjá, casa tida como uma das matrizes para o Candomblé na Bahia.

## Biografia
Muniz nasceu em São Gonçalo dos Campos, na região de Feira de Santana, na Bahia, em 1942. É filho do comerciante de tecidos, poeta e vereador Antônio Leopoldo Cabral, que chegou a ser do PTB mas era ligado a Eduardo Froés da Motta, liderança regional do PSD.
É um pesquisador no campo da comunicação e do jornalismo brasileiros e latino-americanos. Dirigiu a TV Educativa. Publicou quase uma centena, dentre livros e artigos, na área da comunicação (jornalismo em especial), mas também livros de ficção e um romance (O Bicho que Chegou a Feira). Algumas obras tornaram-no mais conhecido, como Monopólio da Fala (sobre o discurso da televisão) e Comunicação do Grotesco (sobre programas de TV que exploram escândalos e aberrações). Um dos poucos teóricos brasileiros na área de comunicação que têm circulação e respeitabilidade no exterior, sendo palestrante de diversas instituições, em países como Suécia, França, Estados Unidos, Espanha, Portugal, Colômbia, Bolívia, Uruguai, Peru, dentre outros.[carece de fontes?]
Em dezembro de 2022, foi agraciado com a Medalha Tiradentes, mais alta honraria expedida pela Assembleia Legislativa do Estado do Rio de Janeiro.

## Vida pessoal
Muniz é casado com a  também professora da Escola de Comunicação da Universidade Federal do Rio de Janeiro, Raquel Paiva, com quem teve duas filhas..

## Publicações
Escreveu o livro Um Vento Sagrado que fala da trajetória de Agenor Miranda Rocha, professor e líder do Candomblé. A obra sobre o Pai Agenor foi adaptada para um filme de 1h30min, com o mesmo nome.
- CABRAL, M.S.A. A narração do fato: notas para uma teoria do acontecimento. Petrópolis: Vozes, 2009, 287 p.
- CABRAL, M. S. A.. As estratégias sensíveis - afeto, mídia e política. Petrópolis: Vozes, 2006. v. 1. 230 p.
- CABRAL, M. S. A.; CAPPARELLI, Sergio; SQUIRRA, Sebastião (orgs.). A Comunicação Revisitada - Livro da XIII Compós 2004. Porto Alegre: Sulinas, 2005. v. 1. 245 p.
- SOARES, Raquel Paiva de Araujo; CABRAL, M.S.A.. Cidade dos Artistas - Cartografia da Televisão e da Fama do Rio de Janeiro. Rio de Janeiro: Mauad, 2004. 171 p.
- CABRAL, M. S. A.; SOARES, Raquel Paiva de Araújo. O Império do Grotesco. Mauad, 2002. v. 1. 148 p.
- CABRAL, M. S. A.. Sociedade, Mídia e Violência. Porto Alegre: Sulina/Edipucrs, 2002. v. 1. 110 p.
- CABRAL, M. S. A.. Corpo de Mandinga. Manati, 2002. v. 1. 105 p.
- CABRAL, M. S. A.. Antropológica do Espelho. Petrópolis: Vozes, 2002. v. 1. 268 p.
- CABRAL, M. S. A.. Multiculturalismo. Rio de Janeiro: DP&A, 1999. v. 1. 105 p.
- CABRAL, M. S. A.. Claros e Escuros. Rio de Janeiro: Vozes, 1999. v. 1. 270 p.
- CABRAL, M. S. A.. Samba - O dono do corpo. Rio de Janeiro: Mauad, 1998. v. 1. 110 p.
- CABRAL, M. S. A.. Reinventando la Cultura. Barcelona: Gedisa, 1998. v. 1. 187 p.
- CABRAL, M. S. A.. La Città e il Tempi. Roma: Settimo Sigillo, 1998. v. 1. 186 p.
- CABRAL, M. S. A.. Direitos Humanos no Cotidiano. São Paulo: SNDH-USP, 1998. v. 1. 89 p.
- CABRAL, M. S. A.. Anatomia da Crise. Rio de Janeiro: Revan, 1998. v. 1. 107 p.
- CABRAL, M. S. A.. Reinventando a Cultura. Rio de Janeiro: Vozes, 1997. v. 1. 180 p.
- CABRAL, M. S. A.. Um Vento Sagrado. Rio de Janeiro: Mauad, 1996. 150 p.
- CABRAL, M. S. A.. Rio, Rio. Rio de Janeiro: Relume-Dumará, 1995. v. 1. 170 p.
- CABRAL, M. S. A.. Jogos Extremos do Espírito. Rio de Janeiro: Rocco, 1994.
- CABRAL, M. S. A.. Bola da Vez. Rio de Janeiro: Notrya, 1993. 110 p.
- CABRAL, M. S. A.. O Social Irradiado - Violência Urbana, Neogrotesco e Mídia. Rio de Janeiro: Cortez, 1992. 125 p.
- CABRAL, M. S. A.. A Máquina de Narciso. Rio de Janeiro: Cortez, 1992. 130 p.
- CABRAL, M. S. A.. O Brasil Simulado e o Real. Rio de Janeiro: Rio Fundo, 1991. 99 p.
- CABRAL, M. S. A.. O Bicho que chegou à Feira. Rio de Janeiro: Francisco Alves, 1991. 145 p.
- CABRAL, M. S. A.. Rede Imaginária: Televisão e Democracia. São Paulo: Companhia das Letras, 1991. 315 p.
- CABRAL, M. S. A.; FERRARI, Maria Helena. O Texto nos Meios de Comunicação. Rio de Janeiro: FRANCISCO ALVES, 1990. 130 p.
- CABRAL, M. S. A.. A Verdade Seduzida. Rio de Janeiro:Codecri (1983)/Francisco Alves (1988), 1988. 215 p.
- CABRAL, M. S. A.. Televisão e Psicanálise. São Paulo:Ática, 1987. 085 p.
- CABRAL, M. S. A.. A Reportagem como Gênero Jornalístico. Rio de Janeiro:Summus, 1986. 130 p.
- CABRAL, M. S. A.. Best-Seller - A Literatura de Mercado. São Paulo:Ática, 1985. 83 p.
- CABRAL, M. S. A.. A Comunicação do Grotesco:Introdução à Cultura de Massa no Brasil. Rio de Janeiro:Vozes, 1983. 83p
- CABRAL, M. S. A.. O Monopólio da Fala. Rio de Janeiro: Vozes, 1982. 125 p.
- CABRAL, M. S. A.. O Dono do Corpo. Rio de Janeiro: Codecri, 1979. 80 p.
- CABRAL, M. S. A.. A Ficção do Tempo: Análise da Narrativa de Ficção Científica. Rio de Janeiro: Vozes, 1973. 120 p.